# 黑头蜡嘴雀
黑头蜡嘴雀（学名：Eophona personata），又名黑頭蠟嘴雀、黃嘴雀，为雀科黃嘴雀屬的鸟类。分布于俄罗斯、日本、朝鲜半岛以及中国大陆的东北、内蒙古、河北、山东、江苏、四川、福建等地，主要栖息于山区的针叶林带以及也见于针阔混交林。该物种的模式产地在日本。

## 描述

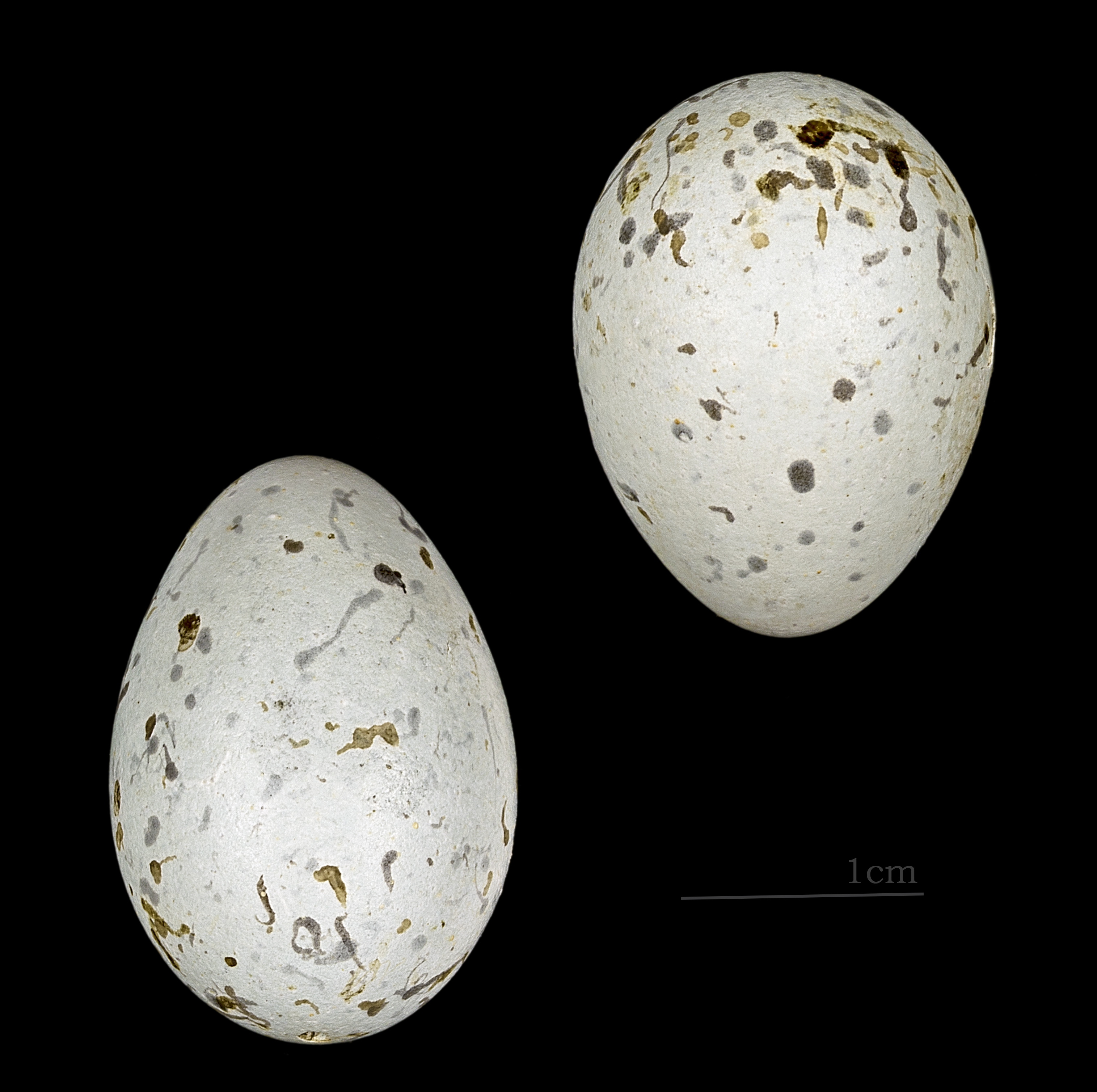
Eophona personata personata 土魯斯博物館

這是一種體型較大的雀鳥，報告顯示單隻雄鳥的重量為80 g（2.8 oz），體長為18至23 cm（7.1至9.1英寸）。標準測量包括翅弦為10.2至11.7 cm（4.0至4.6英寸），尾羽為8.3至9.5 cm（3.3至3.7英寸），嘴峰為2.1至2.6 cm（0.83至1.02英寸）。桑鳲的標誌性特徵是其大型且尖銳的亮黃色喙。成年厚嘴雀的背頸、下巴到耳覆羽及頸部都有大塊黑色斑紋，頸側呈對比鮮明的淡白灰色，鳥腹部顏色較暗灰，背部呈灰棕色，而兩側帶有薑黃色或茶褐色的色澤。翅膀和尾羽為黑色，只有翼覆羽上有一塊白色斑紋，初級飛羽中段有一道白色帶狀，飛行時可見。幼鳥的整體顏色較黯淡，頭部沒有黑色斑紋。亞種E. p. magnostris 比指名亞種稍大，顏色也較淡，初級飛羽的白斑範圍較小。
桑鳲的鳴聲包括短促且響亮的 tak tak 聲音，通常在飛行時發出。牠們的歌聲是一系列四個像笛音的哨音組成。

## 生態
亞種 （E. p. magnostris） 完全為候鳥，繁殖地分布在黑龍江、烏拉山脈和滿洲一帶，冬季則遷徙至河北和北京，偶爾會往南移動至北韓。指名亞種分布於日本從北海道到九州，季節性遷徙較少，但冬季時為了尋找食物而常常四處遊蕩。桑鳲在當地普遍出現，有時在良好的覓食區域中非常豐富。牠們棲息於落葉林或混交林中，通常更常見於山谷，而非山坡上。這個物種也會出現在橡樹和樺木林中，或是林木茂密的公園和花園裡。牠們可能在農田邊緣過冬。桑鳲通常成對或成小群出現。在行為上，牠們可以相當隱秘，經常隱藏在樹冠附近的葉叢中。然而，牠們的位置經常會被叫聲暴露出來。牠們主要以各種種子和昆蟲為食，冬季以雪松堅果為主食，偶爾也吃樺木種子和漿果。夏季牠們則主要捕食毛毛蟲和甲蟲。

## 亚种

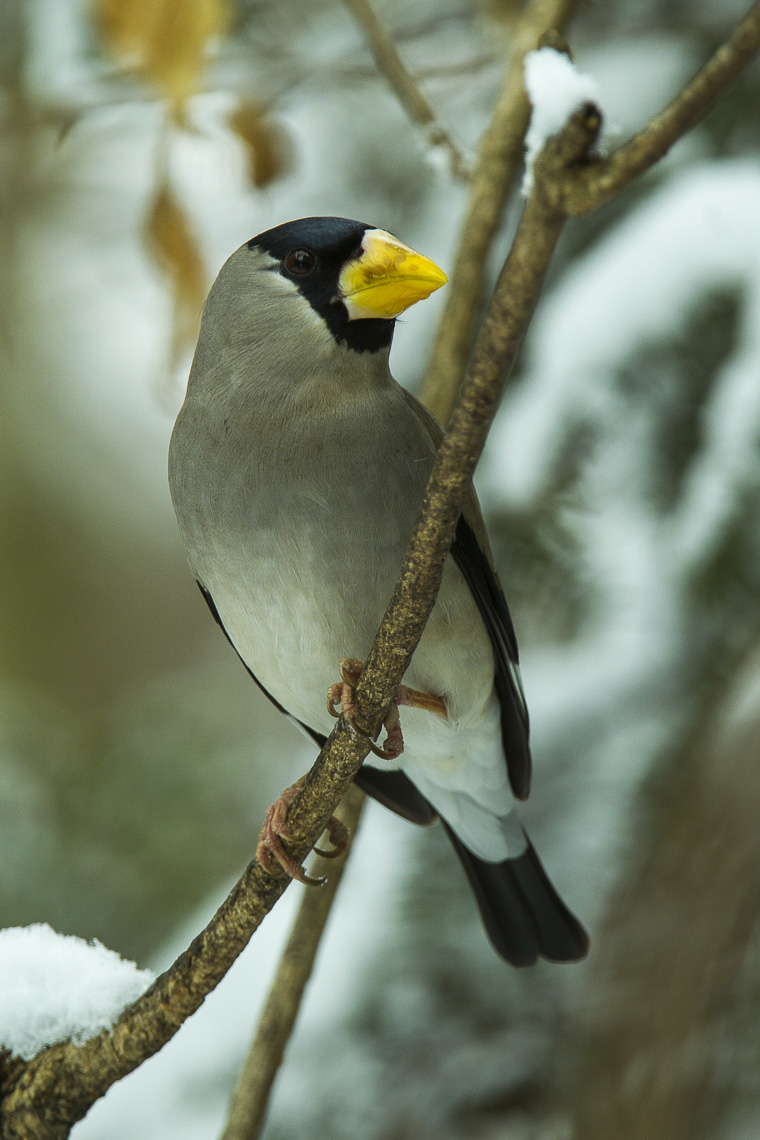
日本的黑头蜡嘴雀

- 黑头蜡嘴雀东北亚种（学名：Eophona personata magnirostris）。分布于俄罗斯、朝鲜以及中国大陆的东北、辽宁、内蒙古、河北、山东、河南、陕西、湖南、江苏、四川、福建等地。该物种的模式产地在黑龙江口。[3]
- 黑头蜡嘴雀指名亚种（学名：Eophona personata personata）。分布于日本、台湾以及中国大陆的福建等地。该物种的模式产地在日本。[4]